# 副體魚屬
副體魚屬，是條鰭魚綱䲁形目麗魚科下的一個屬。

## 分類
本屬屬於麗體魚亞科，目前被認可的種如下：
- 達氏副麗魚 Parachromis dovii
- 弗氏副麗魚 Parachromis friedrichsthalii
- 洛氏副麗魚 Parachromis loisellei
- 花身副麗魚 Parachromis managuensis
- 黃頰副麗魚 Parachromis motaguensis